# Capital simbólica de São Paulo
Santos é a capital simbólica do estado de São Paulo todo dia 13 de junho. A transferência se dá em homenagem a José Bonifácio de Andrada e Silva (1763–1838), patriarca da Independência, considerado o mais célebre filho da cidade. A data foi escolhida por ser o dia de seu nascimento. O decreto 50.872, assinado pelo governador Cláudio Lembo em 12 de junho de 2006, autoriza a mudança da capital.
A mudança, contudo, não possui efeitos jurídicos e nem práticos. Trata-se apenas de um simbolismo.